# Pflug (Einheit)
Der  Pflug war ein Feld- und Ackermaß, ein Maß der Fläche, im dänischen Herzogtum Schleswig. Es wurde die Menge Saatkorn zur damit zu bestellenden Fläche ins Verhältnis gesetzt.
- 1 Pflug = 2 Tonnen Saatgut = 8 Tonnen Hartkorn-Aussaat[1]
- 1 Pflug = 1,68224 Pariser Quadratfuß = 69 4/9 Preußische Morgen = ~17,7 Hektar